# 위대한 집념
《위대한 집념》(Magnificent Obsession)은 미국에서 제작된 존 M. 스탈 감독의 1935년 드라마 영화이다. 로버트 테일러 등이 주연으로 출연하였고 존 M. 스탈 등이 제작에 참여하였다. 1954년 더글러스 서크가 록 허드슨 주연의 동명영화 《거대한 강박관념》으로 개작했다.

## 줄거리
무책임하게 살던 의대생 로버트는 어느날 병원에 실려간다. 로버트가 병원에 한 대 밖에 없던 인공호흡기(Pulmotor)를 사용하는 바람에 다른 중년의 환자가 사망한다. 유족인 젊은 아내 헬런은 로버트를 원망하지만, 로버트는 헬런을 좋아하게 된다.
헬런은 로버트의 구애를 피하던 중 차에 치여 시력을 잃는다. 로버트는 남몰래 선행을 실천하는 독지가였던 헬런의 죽은 남편의 철학을 받들어 자신의 정체를 숨기고 헬런을 돕기 시작한다.

## 출연

### 주연
- 로버트 테일러 - 로버트 메릭 역
- 아이린 던 - 헬런 역